# Administration territoriale de la Géorgie
Régions administratives de droit de Géorgie, avec leurs chefs-lieux
1. Abkhazie - Soukhoumi
2. Mingrélie-et-Haute-Svanétie - Zougdidi
3. Gourie - Ozourguéti
4. Adjarie - Batoumi
5. Ratcha-Letchkhoumie et Basse Svanétie - Ambrolaouri
6. Iméréthie - Koutaïssi
7. Samtskhé-Djavakhétie - Akhaltsikhé
8. Kartlie intérieure - Gori
9. Mtskhéta-Mtianétie - Mtskhéta
10. Basse Kartlie - Roustavi
11. Kakhétie - Télavi
12. Tbilissi - Tbilissi

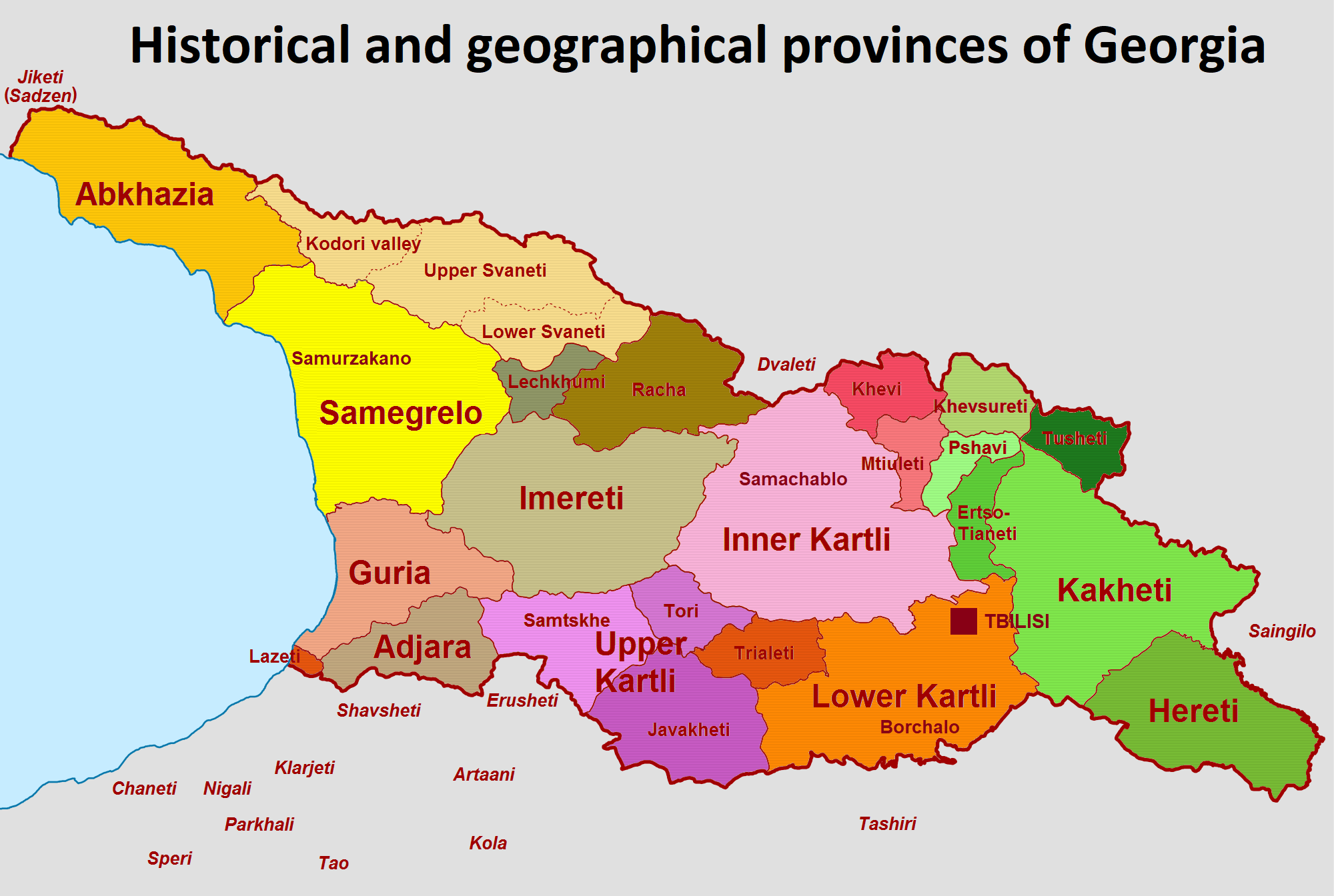
Carte des provinces historiques de la Géorgie (en italique les régions, notamment lazes, hors des frontières de la Géorgie moderne).

De droit, telle qu'elle est reconnue par la communauté internationale et l'ONU, la Géorgie se subdivise en deux républiques autonomes (en géorgien : ავტონომიური რესპუბლიკა, phonétiquement : avtonomiuri respublica), neuf provinces administratives (en géorgien : მხარე, phonétiquement : mkhare) - elles-mêmes subdivisées en arrondissements (en géorgien : რაიონი, phonétiquement : raïoni) et en municipalités (en géorgien : მუნიციპალიტეტი, phonétiquement : mounitsipalitéti).

## Mise en place
L'essentiel de cette organisation territoriale date de la période soviétique qui a aussi légué le terme raïoni, mais sa configuration actuelle est issue des décrets présidentiels émis de 1994 à 1996, sur une base qui restera provisoire tant que les conflits sécessionnistes commencés en 1990 en Abkhazie et en Ossétie du Sud ne s'apaiseront pas.

## Républiques autonomes
Les deux républiques autonomes d'Abkhazie et d'Adjarie sont reconnues par la constitution géorgienne. Une troisième l'a été avant l'indépendance de la Géorgie : c'est l'Ossétie du Sud ou Samachablie, mais elle ne l'est plus depuis qu'ayant fait sécession fin 1990, elle s'est placée de fait sous la protection de l'armée russe. 
De fait également, l'Abkhazie est une république séparatiste depuis 1992, gouvernée par un président élu localement, mais son indépendance n'est pas reconnue par la communauté internationale à l'exception de la Russie, du Venezuela, du Nicaragua et de Nauru (2008) ; de droit, ce territoire est gouverné par le chef du conseil suprême, en exil en Géorgie. 
L'Adjarie est gouvernée par un président de conseil des ministres, responsable devant un parlement régional, pleinement loyal aux autorités géorgiennes, après expulsion en 2004 de son chef séparatiste Aslan Abachidze.

## Régions administratives (mkhare)
Même s'il est parfois dénommé de manière identique, le territoire des régions administratives modernes ne correspond pas toujours à celui des anciennes provinces historiques du royaume de Géorgie dont les principales sont l'Adjarie, la Djavakhétie, la Ratchanie, l'Ertso-Tianetie, la Gourie, l'Héréthie, la Kakhétie, la Karthlie, la Letchkhoumie, la Meskhétie, la Mingrélie, la Moukhranie, la Mtioulétie, la Pchavie, la Samachablie, la Samourzakanie, la Touchétie et la Trialetie). L'administration régionale de chaque mkhare est présidée par un préfet nommé par le président de Géorgie et nommé « commissaire d'État » (autre terme soviétique, en géorgien : სახელმწიფო რწმუნებული, appelé de manière informelle « gouverneur »).

## Districts (raïonietmounitsipalitéti)
Les régions sont elles-mêmes subdivisées en districts, dénommés mounitsipalitéti (en géorgien : მუნიციპალიტეტი) pour les mkhare et en arrondissements dénommés raïoni (en géorgien : რაიონი) pour les républiques autonomes et la capitale Tbilissi.
En droit, les arrondissements se répartissent dans l'ordre alphabétique ci-dessous ; certains d'entre eux se trouvent partiellement (marque ±) ou entièrement (marque tilde ~) hors de la souveraineté géorgienne, étant administrés de fait par une entité séparatiste protégée par la Russie :
- ~ Abkhazie : ~ Gagra, ~ Gali, ~ Goudaouta, ~ Goulrypchi, ~ Otchamtchiré et ~Soukhoumi,

- Adjarie : Chouakhévi, Kéda,  Kobouléti, Khelvatchaouri et Khoulo,

- Basse Kartlie : Bolnissi, Dmanissi,  Gardabani, Marnéouli, Tetriskaro et Tsalka,

- Gourie : Lantchkhouti, Ozourguéti et Tchokhataouri,

- ± Iméréthie : Baghdati,  Kharagaouli,  Khoni, ± Satchkhéré, Samtrédia, Tchiatoura, Terdjola, Tkibouli, Tskhaltubo, Vani et Zestafoni,

- Kakhétie : Akhméta, Dédoplistskaro, Gourdjaani, Kvaréli, Lagodékhi,  Sagarédjo,  Sighnaghi et Télavi,

- ± Kartlie intérieure : ~ Djava, ± Gori, Kaspi, ± Karéli et Khachouri,

- ± Mtskheta-Mtianetie : ~ Akhalgori,  Douchéti, Mtskhéta, Kazbégui et Tianéti,

- Mingrélie-et-Haute-Svanétie : Abacha, Khobi, Martvili, Mestia, Sénaki, Tchokhataouri, Tsalendjikha et Zougdidi,

- ± Ratcha-Letchkhoumie et Basse Svanétie : Ambrolaouri, Lentékhi, ± Oni et  Tsaguéri,

- Samtskhé-Djavakhétie : Adiguéni, Akhalkalaki, Akhaltsikhé, Aspindza, Bordjomi et Ninotsminda.

## Villes autonomes administrativement
Elles sont au nombre de douze : Batoumi, ~ Gagra, Gori, Koutaïssi,  Poti, Roustavi, ~ Soukhoumi, Tbilissi,  Tchiatoura,  Tkibouli, Tskhaltubo, ~ Tskhinvali.

## Cas particulier de l'Ossétie du Sud
Le statut de l'ancienne région autonome d'Ossétie du Sud (ou Région de Tskhinvali) créée au sein de la RSS de Géorgie le 20 avril 1922 et abolie le 10 décembre 1990, n'a pas trouvé d'accord entre le gouvernement séparatiste en 1991 et les autorités géorgiennes, déclenchant la première guerre d'Ossétie du Sud. La république autoproclamée d'Ossétie du Sud revendique son indépendance vis-à-vis de la Géorgie, mais en même temps son union à l'Ossétie du Nord russe, donc, de fait, à la Russie, dont l'armée occupe un territoire géorgien dépassant l'ancienne région autonome soviétique, et incluant la ville autonome de Tskhinvali, la partie nord de la région de Kartlie intérieure (district de Djava, district de Kareli pour partie, district de Gori pour moitié), le district d'Akhalgori et les districts d'Oni et de Satchkhere pour partie. On retyrouve le même type de situation en Moldavie avec la Transnistrie depuis la guerre du Dniestr (1992) et en Ukraine avec la zone sécessionniste « novorusse » depuis la crise ukrainienne (2014) et l'invasion russe (2022). Les séparatistes d'Ossétie du Sud ont séparé ces territoires géorgiens du reste du pays par des frontières électrifiées et fortifiées en 2008. Comme la Transnistrie, Donetsk, Lougansk, la Crimée et l'Abkhazie, l'Ossétie du Sud n'est reconnue ni par l'ONU ni par la communauté internationale, mais ces six entités auto-proclamées se reconnaissent mutuellement entre elles et à part la première, sont également reconnues par la Russie, ainsi que, pour l'Abkhazie et l'Ossétie du Sud, par Nauru, le Nicaragua et le Venezuela.